# エミール・クーエ

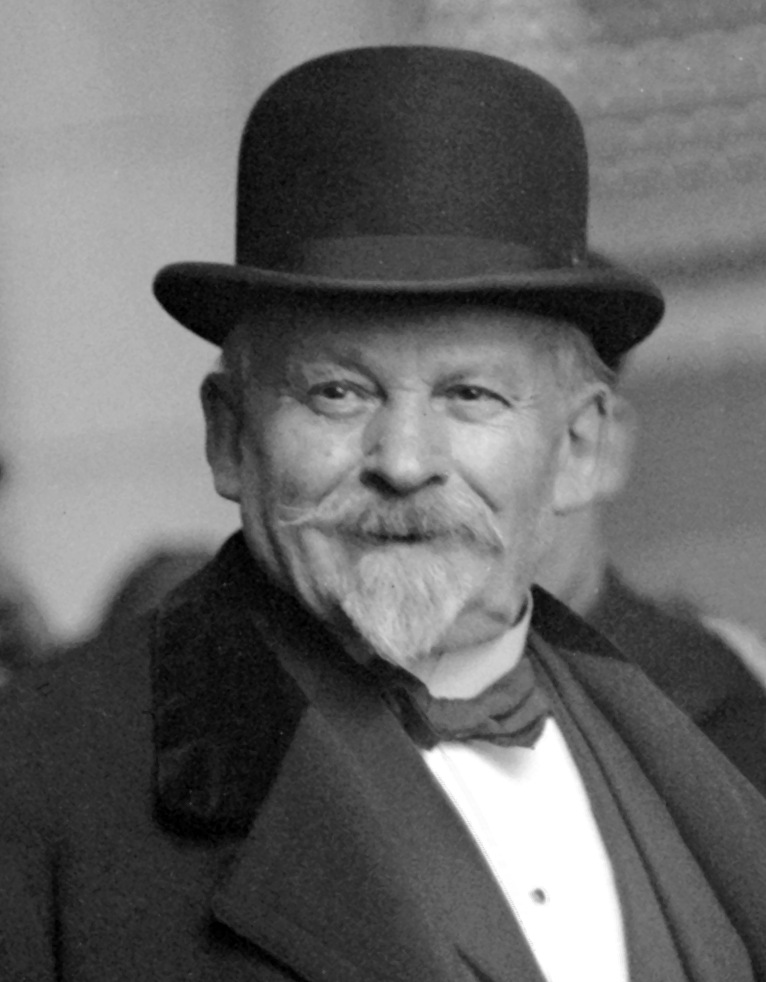
エミール・クーエ

エミール・クーエ（Emile Coué, 1857年2月26日 - 1926年7月2日）は、フランスで活動した自己暗示法の創始者。ロレーヌ応用心理学会会長。
パリ薬科大学で化学を修め、フランスのトロワで30年間薬剤師をした後、ナンシーで自己暗示法（クーエ療法）による診療を始めた。彼の教えはノーマン・ヴィンセント・ピールやクレメント・ストーンなど多くの自己啓発の大家によって活用された。やり方は「日々あらゆる面で私はますます良くなりつつあります」と日頃から心の中で唱えるだけである。

## 年表
- 1857年、フランスのオーブ県トロワに生まれる。
- 1884年、著名園芸家の娘と結婚。
- 1910年、「ナンシー応用心理学研究所」を設立。
- 1922年、フランスのパリに「クーエ研究所」が設立される。
- 1923年、アメリカを訪問。ニューヨークに「全国クーエ研究所」が設立される。
- 1926年、ナンシーでその生涯を終える。